# Fyre (película)
Fyre: The Greatest Party That Never Happened es un documental estadounidense de 2019 sobre Billy McFarland y el fallido Fyre Festival de 2017. Fue dirigida por Chris Smith y producida por Danny Gabai y Mick Purzycki y se lanzó en Netflix el 18 de enero de 2019.

## Producción
La película fue coproducida por Jerry Media, la agencia de redes sociales responsable de promover el Fyre Festival y encubrir el fraude, y MATTE Projects, la productora que dirigió el rodaje promocional del Fyre Festival. Jerry Media se acercó a VICE con la idea de realizar un documental tres meses después de los hechos. Según Netflix, el documental fue idea de Smith.

## Recepción
En el sitio web de agregación de reseñas Rotten Tomatoes, la película tiene a 93% con una calificación promedio de 7.7/10, basada en 95 reseñas. El consenso crítico del sitio web dice: «Fyre arde con una tensión agonizante cuando una fiesta en el paraíso sale mal, pero este documental hábilmente elaborado reserva su mayor horror para las observaciones condenatorias sobre los peligros de la riqueza». Metacritic, que utiliza un promedio normalizado, asignó a la película una puntuación de 75 sobre 100, basada en 26 críticas, lo que indica «críticas generalmente favorables».
Al realizar una reseña de Fyre y Fyre Fraud, un documental similar que se estrenó en Hulu, The A.V. Club declaró que «Fyre es el documental más fuerte y valioso, pero su contraparte es un recordatorio útil de que, como tantas historias, una versión no puede contener toda la verdad».
En abril de 2019, Netflix informó que 20 millones de hogares habían visto la película durante su primer mes de estreno.
En la 71.ª edición de los premios Primetime Creative Arts Emmy, Fyre obtuvo cuatro nominaciones: Mejor Documental o Especial de No Ficción, Mejor Dirección para un Programa Documental/No Ficción, Mejor Edición de Sonido para un Programa de No Ficción (una o varias cámaras) y Mejor Mezcla de Sonido para un Programa de no ficción (monocámara o multicámara).

## Acusaciones de parcialidad
Algunos críticos cuestionaron la participación detrás de escena de Jerry Media y MATTE Projects, las dos principales empresas de marketing detrás de la promoción del propio Fyre Festival. Según un informe que apareció en The New Republic, cuando comenzaron a aparecer signos de que el festival se estaba desmoronando, McFarland contrató al director de fotografía independiente Michael Swaigen, que también había filmado el anuncio viral original del festival, para filmar detrás del escenas con la esperanza de que los ingresos de un «documental de recuperación» ayudarían a recuperar algunas de las pérdidas. Después de filmar, Swaigen regresó a California y afirma que McFarland no lo compensó por completo, por lo que conservó la propiedad del metraje. Luego, Vice Media se puso en contacto con Swaigen y organizó una reunión en sus oficinas en octubre de 2017 junto con el director Chris Smith.
Después de regresar a casa, Swaigen se reunió con Ja Rule, quien le informó sobre los planes para el documental competitivo en Hulu, con lo que Swaigen se sintió más cómodo al aceptar y, finalmente, más tarde firmaría para coproducir. En enero de 2018 se reunió con el director ejecutivo de FuckJerry/Jerry Media, Mick Purzycki, quien se había convertido en productor de la película de Netflix. Swaigen afirmó que en ese momento Vice ya no estaba en comunicación con él y que la lista de productores ejecutivos había quedado dominada por personal de Jerry Media (Purzycki, Elliot Tebele y James Ohliger) y MATTE Projects (Max Pollack, Matthew Rowean y Brett Kincaid). En un correo electrónico enviado a Swaigen por Purzycki el 25 de marzo de 2018, Purzycki escribió: «Tengo el montaje final de la película y no aprobaré nada que no esté hecho con integridad».
En el período previo a los estrenos de los documentales en competencia, Chris Smith acusó a la directora de Fyre Fraud, Jenner Furst, de no ser ética al aceptar pagarle a McFarland para que apareciera en la película. Furst, a su vez, acusó públicamente a Netflix de ayudar a FuckJerry/Jerry Media a restar importancia a su propia complicidad en el desastre, afirmando a The Ringer: «Tenemos correos electrónicos que prueban que la gente sabía con meses de antelación lo que estaba pasando y tenemos un denunciante desde dentro de esa empresa de redes sociales que dice que sabía meses antes que esto no iba a ser como se vendía. [...] Es un poco complicado decir que tenemos un dilema ético cuando parece que las personas que tienen al resto del mundo metido hasta las rodillas en la mierda están cobrando grandes honorarios por licencias y ganando prestigio cuando esto sale el viernes. Para mí, creo que es un poco como la olla llamando negra a la tetera».